# Масловка (Умётский район)
Масловка — село в Умётском районе Тамбовской области центр Оржевского сельсовета.

## География
Масловка расположена примерно в 18 км на северо-запад от райцентра, на реке Течера, левом притоке реки Оржевка, высота центра села над уровнем моря — 142 м.

### Климат
Климат умеренно континентальный, относительно сухой, с холодной продолжительной зимой и жарким летом. Средняя температура воздуха самого холодного месяца (января) — −11,5 °C (абсолютный минимум — −40 °C); самого тёплого месяца (июля) — 20,4 °C (абсолютный максимум — 40 °С). Среднегодовое количество атмосферных осадков составляет 450—500 мм. Продолжительность залегания снежного покрова составляет в среднем 136 дней.

### Часовой пояс
Село Масловка, как и вся Тамбовская область, находится в часовой зоне МСК (московское время). Смещение применяемого времени относительно UTC составляет +3:00.

## Население
| 2010 | 2013 |
| ---- | ---- |
| 455  | ↘402 |

## Инфраструктура
В селе Масловка 7 улиц, в селе расположено здание администрации Оржевского сельсовета, общеобразовательная школа (закрыта 17.07.2008 г.) , отделение почты. Сохранилась в полуразрушенном состоянии церковь Троицы Живоначальной 1807 года постройки.